# Свентайно (гмина, Олецкий повет)
Свентайно (пол. Świętajno) — сельская гмина (волость) в Польше, входит как административная единица в Олецкий повет, Варминьско-Мазурское воеводство. Население 3950 человек (на 2004 год).

## Сельские округа
1. Бараны
2. Борки
3. Хелхы
4. Цихы
5. Дудки
6. Дунаек
7. Дворацке
8. Дыбово
9. Гиже
10. Грызы
11. Елёнек
12. Юрки
13. Кие
14. Кшиве
15. Кукувко
16. Мазуры
17. Ожехувко
18. Полом
19. Рогойны
20. Сулейки
21. Свентайно
22. Вронки
23. Залесе

## Поселения
1. Цихы-Млын
2. Юрково
3. Лесники
4. Немсты
5. Петраше
6. Роговщызна
7. Смольник
8. Свидрувко
9. Зайды
10. Залесе

## Соседние гмины
1. Гмина Элк
2. Гмина Ковале-Олецке
3. Гмина Круклянки
4. Гмина Олецко
5. Гмина Старе-Юхи
6. Гмина Выдмины